# 인디언 필터 커피

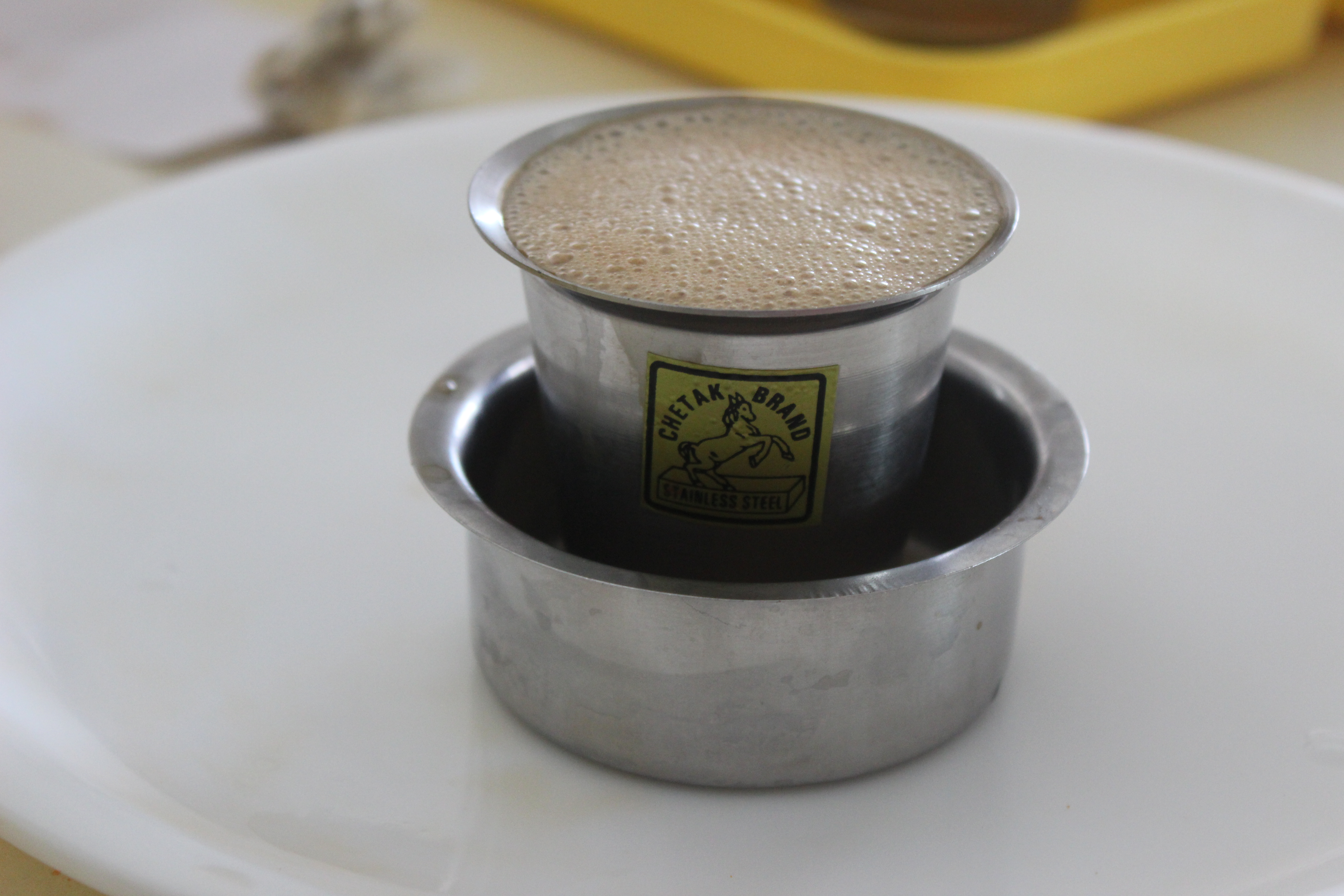

인디언 필터 커피(Indian filter coffee) 또는 인도 필터 커피는 곱게 간 커피 가루와 치커리를 전통 인도 필터에 넣고 뜨거운 우유와 설탕을 섞어 만든 커피 음료이다. "뜨겁고, 진하고, 달콤하며, 거품이 풍성한" 커피로 묘사되며, 인도에서는 필터 카피(filter kaapi)라고 불린다.

## 재료
전통적으로 인디언 필터 커피는 플랜테이션 A 품종의 세척 가공된 아라비카 또는 피베리 커피콩으로 만들어진다. 원두는 다크 로스팅 후 분쇄하여 치커리와 블렌딩하는데, 커피 원두가 80~90%, 치커리가 10~20%를 차지한다. 치커리의 은은한 쓴맛이 인도 필터 커피의 풍미를 더한다.
전통적으로 재거리나 꿀을 감미료로 사용했지만, 1900년대 중반부터 백설탕을 사용해 왔다.